# Виспа (Свентокшиське воєводство)
Виспа (пол. Wyspa) — село в Польщі, у гміні Завихост Сандомирського повіту Свентокшиського воєводства.
У 1975-1998 роках село належало до Тарнобжезького воєводства.
Населення на 2020 рік складало 138 осіб.